# Lourenço Mendes de Vasconcelos
Lourenço Mendes de Vasconcelos (c. 1400 - c. 1460), senhor da honra de Nomães, foi um fidalgo e magistrado português, Meirinho de Entre Lima e Minho no ano de 1456.

## Biografia
Era filho bastardo de João Mendes de Vasconcelos, senhor de Penela e Soalhães, tendo sucedido diretamente a seu avô paterno, Gonçalo Mendes de Vasconcelos, no senhorio da Honra de Nomães, em Ruivães, no julgado de Vermoim - a quem D. Fernando I a confirmara em 28.02.1374.
Foi também senhor da quinta de Ruivães e do Padroado das Igrejas de Ruivães e de São Simão.
Foi nomeado  Meirinho de Entre Lima e Minho em 25.06.1456, em substituição de Vasco Fernandes, que morrera.
Sucedeu ainda, muito provavelmente, a sua avó paterna - D. Teresa Rodrigues Ribeiro, 3.ª senhora do Morgado de Soalhães - na quintã e honra de Vila Maior, na freguesia com o mesmo nome, então situada no concelho de Vouzela (faz hoje parte do concelho de São Pedro do Sul). 
A honra de Vila Maior já existia em 1288, quando as Inquirições relatam que ela havia pertencido a D. Maria Peres de Tavares (bisavó da referida D. Teresa Rodrigues Ribeiro) e a um seu irmão. Esta honra e quintã seria depois herdada por Cristóvão Mendes de Carvalho (c. 1485 - c. 1570), Chanceler-mor do Reino e neto de Lourenço Mendes.

## Casamento e descendência
Casou em 1442 com D. Beatriz Pereira, já viúva do seu primeiro marido, filha de D. Álvaro Pereira, 2.º senhor de Águas Belas, com D. Isabel da Cunha (filha de Martim Gonçalves do Carvalhal, tio materno do condestável D. Nuno Álvares Pereira). 
Deste casamento teve a seguinte geração:
- Rui Mendes de Vasconcelos, senhor da honra de Nomães (Lisboa, 1444 - Guimarães, 1521), Fidalgo da Casa Real, senhor do couto de Vimieiro e Lajeosa, contador de Entre-Douro-e-Minho e embaixador do rei D. Manuel I a França;[2] casou em Lamego, c. 1475, com Ana Rodrigues de Carvalho, filha de Rui Lopes Rebelo, senhor do prazo do Souto d'El-Rei; com geração.[1]

- Inês Mendes (c. 1444 - c. 1495), que casou c. 1467 com Pedro da Costa, escudeiro fidalgo e cavaleiro da Casa de Bragança; com geração.[1]